# لا كاليرا
لا كاليرا هي مدينة تقع في إقليم فالبارايسو، تشيلي.في 2012 بلغ عدد سكان المدينة 50،221 نسمة.